# Tectoppia longisetosa
Tectoppia longisetosa är en kvalsterart som beskrevs av Sandór Mahunka 1974. Tectoppia longisetosa ingår i släktet Tectoppia och familjen Oppiidae. Inga underarter finns listade i Catalogue of Life.